# Katriina Elovirta
Katriina Elovirta (Iisalmi, 1961. február 15. – Espoo, 2018. június 19.) válogatott finn labdarúgó, nemzetközi női labdarúgó-játékvezető.

## Pályafutása

### Labdarúgóként
1985–1990 között a Helsinki United játékosa volt. 1990-ben csapatával megnyerte a finn női labdarúgókupát. A finn válogatottban kilenc alkalommal lépett pályára.

### Nemzeti játékvezetés
A játékvezetői vizsgát 1991-ben tette le. Nemzeti labdarúgó-szövetségének megfelelő játékvezető bizottságai minősítése alapján jutott magasabb osztályokba. A küldési gyakorlat szerint rendszeres 4. bírói szolgálatot végzett. Az I. Liga játékvezetőjeként 2003-ban vonult vissza.
A Finn Labdarúgó-szövetség JB 1996-ban és 2003-ban az Év Játékvezetője címmel ismerte el szakmai felkészültségét.

### Nemzetközi játékvezetés
A Finn labdarúgó-szövetség Játékvezető Bizottsága (JB) terjesztette fel nemzetközi játékvezetőnek, a Nemzetközi Labdarúgó-szövetség (FIFA) 1995-től tartotta nyilván női bírói keretében. Több nemzetek közötti válogatott és klubmérkőzést vezetett, vagy működő társának 4. bíróként segített. Svájcban, a férfi I. Liga bajnokságban kapott lehetőséget mérkőzésvezetésre és levezényelte a 2002-ben első alkalommal kiírt női UEFA-kupadöntőt. A nemzetközi játékvezetéstől 2003-ban búcsúzott.

#### Női labdarúgó-világbajnokság
A világbajnoki döntőkhöz vezető úton az Egyesült Államokba a 3., az 1999-es női labdarúgó-világbajnokságra, valamint szintén az Egyesült Államokban a 4., a 2003-as női labdarúgó-világbajnokságra  a FIFA JB játékvezetőként alkalmazta. Selejtező mérkőzéseket az UEFA zónában vezetett. Az első női játékvezető a világon, aki két világbajnokságon való részvétellel 6 mérkőzést vezethetett.

##### 1999-es női labdarúgó-világbajnokság

###### Selejtező mérkőzés
| Időpont           | Helyszín                | Mérkőzés típusa           | Mérkőzés             | Eredmény |
| ----------------- | ----------------------- | ------------------------- | -------------------- | -------- |
| 1997. december 7. | Kijelölt Stadion, Wales | előselejtező (F. csoport) | Wales–Észak-Írország | 0 – 3    |

###### Világbajnoki mérkőzés
| Időpont          | Helyszín                    | Mérkőzés típusa              | Mérkőzés                              | Eredmény | Nézők száma |
| ---------------- | --------------------------- | ---------------------------- | ------------------------------------- | -------- | ----------- |
| 1999. június 20. | Civic Stadion, Pasadena     | csoportmérkőzés (A. csoport) | Észak-Korea–Nigéria                   | 1 – 2    | 17 100      |
| 1999. június 27. | Foxboro Stadium, Foxborough | csoportmérkőzés (A. csoport) | Amerikai Egyesült Államok–Észak-Korea | 3 – 0    | 50 484      |
| 1999. július 4.  | Stanford Stadion, Palo Alto | egyik elődöntő               | Egyesült Államok–Brazília             | 2 – 0    | 73 123      |

##### 2003-as női labdarúgó-világbajnokság

###### Selejtező mérkőzés
| Időpont              | Helyszín                           | Mérkőzés típusa           | Mérkőzés              | Eredmény |
| -------------------- | ---------------------------------- | ------------------------- | --------------------- | -------- |
| 2001. november 4.    | Blundell Park Stadion, Cleethorpes | előselejtező (4. csoport) | Anglia–Hollandia      | 0 – 0    |
| 2002. június 1.      | Gaston Petit Stadion, Châteauroux  | előselejtező (1. csoport) | Franciaország–Ukrajna | 2 – 1    |
| 2002. szeptember 16. | Laugardalsvöllur, Reykjavík        | előselejtező (rájátszás)  | Izland–Anglia         | 2 – 2    |

###### Világbajnoki mérkőzés
| Időpont              | Helyszín                          | Mérkőzés típusa              | Mérkőzés          | Eredmény | Nézők száma |
| -------------------- | --------------------------------- | ---------------------------- | ----------------- | -------- | ----------- |
| 2003. szeptember 20. | Crew Stadion, Columbus            | csoportmérkőzés (C. csoport) | Japán–Argentína   | 6 – 0    | 16 409      |
| 2003. szeptember 25. | Home Depot Center Stadion, Carson | csoportmérkőzés (D. csoport) | Kína–Ausztrália   | 1 – 1    | 13 929      |
| 2003. október 5      | PGE Park Stadion, Portland        | egyik elődöntő               | Svédország–Kanada | 2 – 1    | 27 623      |

#### Női labdarúgó-Európa-bajnokság
A női európai labdarúgó torna döntőjéhez vezető úton Norvégia és Svédország közösen a 7., az 1997-es női labdarúgó-Európa-bajnokságot,  valamint Németország a 8., a 2001-es női labdarúgó-Európa-bajnokságot rendezte, ahol a FIFA/UEFA JB bíróként foglalkoztatta.

##### 1997-es női labdarúgó-Európa-bajnokság

###### Selejtező mérkőzés
| Időpont           | Helyszín                         | Mérkőzés típusa           | Mérkőzés              | Eredmény |
| ----------------- | -------------------------------- | ------------------------- | --------------------- | -------- |
| 1995. november 5. | Kijelölt Stadion, Észak-Írország | előselejtező (5. csoport) | Észak-Írország–Skócia | 2 – 0    |

###### Európa-bajnoki mérkőzés
| Időpont          | Helyszín                   | Mérkőzés típusa              | Mérkőzés                | Eredmény | Nézők száma |
| ---------------- | -------------------------- | ---------------------------- | ----------------------- | -------- | ----------- |
| 1997. június 30. | Melløs Stadion, Moss       | csoportmérkőzés (B. csoport) | Németország–Olaszország | 1 – 1    | 7130        |
| 1997. július 6.  | Åråsen Stadion, Lillestrøm | csoportmérkőzés (B. csoport) | Norvégia–Olaszország    | 0 – 2    | 520         |

##### 2001 -es női labdarúgó-Európa-bajnokság

###### Selejtező mérkőzés
| Időpont            | Helyszín                                      | Mérkőzés típusa           | Mérkőzés                | Eredmény | Nézők száma |
| ------------------ | --------------------------------------------- | ------------------------- | ----------------------- | -------- | ----------- |
| 2000. április 15.  | Complexe Sportif de Lautard, Castanet-Tolosan | előselejtező (1. csoport) | Franciaország–Hollandia | 2 – 1    | 3500        |
| 2000. november 17. | Kijelölt Stadion, Svájc                       | rájátszás (2. mérkőzés)   | Svájc–Belgium           | 0 – 0    |             |

###### Európa-bajnoki mérkőzés
| Időpont          | Helyszín                   | Mérkőzés típusa              | Mérkőzés               | Eredmény | Nézők száma |
| ---------------- | -------------------------- | ---------------------------- | ---------------------- | -------- | ----------- |
| 2001. június 23. | Steigerwaldstadion, Erfurt | csoportmérkőzés (A. csoport) | Németország–Svédország | 3 – 1    | 10 252      |
| 2001. július 4.  | Donaustadion, Ulm          | egyik elődöntő               | Dánia–Svédország       | 0 – 1    | 6000        |

#### Nemzetközi kupamérkőzések
Vezetett kupadöntők száma: 1.

##### Női UEFA-kupa
A Női UEFA-kupa labdarúgó tornasorozat első döntőjét irányíthatta.
| Időpont         | Helyszín                     | Mérkőzés típusa | Mérkőzés                 | Eredmény | Nézők száma |
| --------------- | ---------------------------- | --------------- | ------------------------ | -------- | ----------- |
| 2002. május 23. | Commerzbank-Arena, Frankfurt | döntő           | 1. FFC Frankfurt–Umeå IK | 2 – 0    | 12 106      |

## Sportvezetőként
A Finn Labdarúgó-szövetség fejlesztési igazgatójaként tevékenykedett, 2012-től a FIFA JB nő tagozatának volt tagja.

## Sikerei

### Klubcsapatokban
Finn kupagyőztes (1):
- Helsinki United (1): 1990

### Játékvezetőként
Az Év játékvezetője (2): 1996, 2003